# Герсфелд (Рен)
Герсфелд (њем. Gersfeld) град је у њемачкој савезној држави Хесен. Једно је од 23 општинска средишта округа Фулда. Према процјени из 2010. у граду је живјело 6.065 становника. Посједује регионалну шифру (AGS) 6631010.

## Географски и демографски подаци
Герсфелд се налази у савезној држави Хесен у округу Фулда. Град се налази на надморској висини од 371 – 950 метара. Површина општине износи 89,4 km². У самом граду је, према процјени из 2010. године, живјело 6.065 становника. Просјечна густина становништва износи 68 становника/km².